# Mistrzostwa Europy w Lekkoatletyce 1946 – pchnięcie kulą kobiet
Pchnięcie kulą kobiet było jedną z konkurencji rozgrywanych podczas III Mistrzostw Europy w Oslo. Zostało rozegrane w czwartek, 22 sierpnia 1946 roku. Zwyciężczynią tej konkurencji została reprezentantka ZSRR Tatjana Siewriukowa. W rywalizacji wzięło udział piętnaście zawodniczek z jedenastu reprezentacji.

## Rekordy
| Rekord świata     | Tatjana Siewriukowa (SUN) | 14,89 | Frunze, ZSRR       | 14.10.1945 |
| Rekord świata     | Gisela Mauermayer (GER)   | 14,38 | Warszawa, Polska   | 15.07.1934 |
| Rekord Europy     | Tatjana Siewriukowa (SUN) | 14,89 | Frunze, ZSRR       | 14.10.1945 |
| Rekord Europy     | Gisela Mauermayer (GER)   | 14,38 | Warszawa, Polska   | 15.07.1934 |
| Rekord mistrzostw | Hermine Schröder (GER)    | 13,29 | Wiedeń, III Rzesza | 17.09.1938 |

## Wyniki
| Miejsce | Zawodniczka                  | Wynik | Uwagi |
| ------- | ---------------------------- | ----- | ----- |
| 1       | Tatjana Siewriukowa          | 14,16 | CR    |
| 2       | Micheline Ostermeyer         | 12,84 |       |
| 3       | Amelia Piccinini             | 12,21 |       |
| 4       | Jadwiga Wajsówna             | 11,65 |       |
| 5       | Eivor Olson                  | 11,43 |       |
| 6       | Ans Niesink                  | 11,35 |       |
| 7       | Maria Kwaśniewska            | 11,06 |       |
| 8       | Liv Paulsen                  | 10,37 |       |
| 9       | Jaroslava Komárková-Krítková | 10,11 |       |
| 10      | Kathleen Dyer-Tilley         | 9,83  |       |
| 11      | Stella Møllgaard             | 9,75  |       |
| 12      | Aase Kjølseth                | 9,73  |       |
| –       | Gretel Bolliger              | NM    |       |
| –       | Soňa Reichová                | NM    |       |
| –       | Stanisława Walasiewicz       | NM    |       |